# Chieko Tamura
Chieko Tamura (jap. 田村 知江子, Tamura Chieko; * um 1925) ist eine japanische Badmintonspielerin. 

## Karriere
Chieko Tamura gewann bei den Japanischen Badmintonmeisterschaften 1949 Gold im Mixed und Gold im Damendoppel mit Toyoko Yoshida. Ein Jahr später konnte sie den Triumph im Mixed gemeinsam mit Yasuhisa Yamada wiederholen.

## Sportliche Erfolge
| Saison | Veranstaltung                | Disziplin   | Platz | Name                            |
| ------ | ---------------------------- | ----------- | ----- | ------------------------------- |
| 1949   | Japan: Einzelmeisterschaften | Mixed       | 1     | Yasuhisa Yamada / Chieko Tamura |
| 1949   | Japan: Einzelmeisterschaften | Damendoppel | 1     | Toyoko Yoshida / Chieko Tamura  |
| 1950   | Japan: Einzelmeisterschaften | Mixed       | 1     | Yasuhisa Yamada / Chieko Tamura |

## Referenzen
- Japanische Badmintonmeisterschaften 1947-2004 (Memento vom 28. August 2007 im Internet Archive)
- Annual Handbook of the International Badminton Federation, London, 29. Auflage 1971, S. 222–223

| Personendaten    | Personendaten                 |
| ---------------- | ----------------------------- |
| NAME             | Tamura, Chieko                |
| ALTERNATIVNAMEN  | 田村知江子 (japanisch)        |
| KURZBESCHREIBUNG | japanische Badmintonspielerin |
| GEBURTSDATUM     | um 1925                       |